# Parasyntormon fraterculus
Parasyntormon fraterculus är en tvåvingeart som beskrevs av Van Duzee 1922. Parasyntormon fraterculus ingår i släktet Parasyntormon och familjen styltflugor.
Artens utbredningsområde är Kalifornien. Inga underarter finns listade i Catalogue of Life.